# Ostend Challenger 1998
L'Ostend Challenger 1998 è stato un torneo di tennis facente parte della categoria ATP Challenger Series nell'ambito dell'ATP Challenger Series 1998. Il torneo si è giocato a Ostenda in Belgio dal 6 all'11 luglio 1998 su campi in terra rossa.

## Vincitori

### Singolare
Andrew Ilie ha battuto in finale  Martin Rodriguez con il punteggio di 6–2, 6–2

### Doppio
Cristian Brandi /  Filippo Messori hanno battuto in finale  Diego del Río /  Vincenzo Santopadre con il punteggio di 4–6, 6–2, 6–3